# Argument teleològic
L'argument teleològic o l'argument del disseny és l'argument sobre l'existència de Déu que es basa en les proves del món i un univers «disseny».
Dins de les diferents variacions de l'argument bàsic hi ha aquest punts:
1. X És massa complex per haver sortir per atzar o naturalesa.
2. Per tant, X ha d'haver estat creat per un ésser intel·ligent.
3. Déu és un ésser intel·ligent.
4. Per tant, Déu existeix.

X normalment es refereix a l'univers, el procés evolutiu, el ser humà, etc.